# Belgiska mästerskapet (beachvolley)
Belgiska mästerskapet i beachvolley är en årlig tävling i Belgien som arrangeras av Volley Belgium. Den spelas som en tävlingsserie bestående av åtta turneringar.

## Resultat per år

### Damer[1]
| År      | Podium                                    | Podium                                    | Podium                                   |
| Segrare | Tvåa                                      | Trea                                      |                                          |
| ------- | ----------------------------------------- | ----------------------------------------- | ---------------------------------------- |
| 1994    | Katrien De Decker & Eva Roegiers          | Anja Duyck & Evi Van Der Sichel           | Ulrike Deforce & Astrid Claes            |
| 1995    | Katrien De Decker & Eva Roegiers          | Daan & Van Heusden                        | Anja Duyck & Ulrike Deforce              |
| 1996    | Katrien De Decker & Eva Roegiers          | Goele Gross & Christine Deleuil           | Anja Duyck & Ulrike Deforce              |
| 1997    | Anja Duyck & Ulrike Deforce               | Katrien De Decker & Eva Roegiers          | Tatyana Teterina & Lieve Van der Auwera  |
| 1998    | Anja Duyck & Ulrike Deforce               | Greet Neyens & Liesbet Van Breedam        | Katrien De Decker & Joke Bruyneel        |
| 1999    | Liesbet Vindevoghel & Veronique Philippe  | Anja Duyck & Daisy De Coen                | Katrien De Decker & Joke Bruyneel        |
| 2000    | Liesbet Van Breedam & Greet Neyens        | Katrien De Decker & Liesbet Vindevoghel   | Nansie De Weyer & Goele Gross            |
| 2001    | Liesbet Van Breedam & Kristien Van Lierop | Katrien De Decker & Anja Duyck            | Liesbet Vindevoghel & Tatyana Zhmakova   |
| 2002    | Liesbet Van Breedam & Kristien Van Lierop | Frauke Dirickx & Liesbet Vindevoghel      | Katrien De Decker & Anja Duyck           |
| 2003    | Kristien Van Lierop & Liesbeth Mouha      | Liesbet Van Breedam & Liesbet Vindevoghel | Katrien De Decker & Julie Rumes          |
| 2004    | Kristien Van Lierop & Liesbeth Mouha      | Joke Renneboogh & Liesbet Vindevoghel     | Liesbet Van Breedam & Svetlana Ilić      |
| 2005    | Daisy De Coen & Katrien De Decker         | Nansie De Weyer & Goele Gross             | Angie Bland & Goedele Van Cauteren       |
| 2006    | Liesbet Van Breedam & Liesbeth Mouha      | Joke Rommens & Ester Lowette              | Katrien De Decker & Julie Rumes          |
| 2007    | Liesbet Van Breedam & Liesbeth Mouha      | Ester Lowette & Lyudmyla Savchenko        | Stephanie Van Bree & Sofie Moons         |
| 2008    | Joke Renneboogh & Liesbet Vindevoghel     | Stephanie Van Bree & Ester Lowette        | Eline David & Marij Vandenbussche        |
| 2009    | Liesbet Van Breedam & Liesbeth Mouha      | Stephanie Van Bree & Goedele Van Cauteren | Ester Lowette & Liesbet Vindevoghel      |
| 2010    | Liesbet Van Breedam & Liesbeth Mouha      | Els Vandesteene & Karolien Verstrepen     | Stephanie Van Bree & Janneke Ernste      |
| 2011    | Stephanie Van Bree & Karolien Verstrepen  | Hanne De Haes & Els Vandesteene           | Maud Catry & Yana De Leeuw               |
| 2012    | Katrien Gielen & Liesbeth Mouha           |                                           |                                          |
| 2013    | Fien Callens & Maud Catry                 | Stephanie Van Bree & Karolien Verstrepen  | Katrien Gielen & Sarah Dovogja           |
| 2014    | Katrien Gielen & Marta Sobolska           | Stephanie Van Bree & Karolien Verstrepen  | Fien Callens en Maud Catry               |
| 2015    | Katrien Gielen & Marta Sobolska           | Stephanie Van Bree & Karolien Verstrepen  | Ewa Piatkowska & Kim Lieckens            |
| 2016    | Maud Catry & Els Vandesteene              | Katrien Gielen & Karolien Verstrepen      | Stephanie Van Bree & Lisa Van den Vonder |
| 2017    | Liesbeth Mouha & Katrien Gielen           | Maud Catry & Els Vandesteene              |                                          |
| 2018    | Maud Catry & Els Vandesteene              | Elien Ruysschaert & Britt Ruysschaert     | Stephanie Van Bree & Kim Lieckens        |
| 2019    | Sarah Cools & Lisa Van den Vonder         | Britt Ruysschaert & Stephanie Van Bree    |                                          |
| 2020    | Inställt p.g.a. Covid-19-pandemin         | Inställt p.g.a. Covid-19-pandemin         | Inställt p.g.a. Covid-19-pandemin        |
| 2021    | Sarah Cools & Lisa Van den Vonder         | Nina Coolman & Hanne Thys                 | Maud Catry & Els Vandesteene             |
| 2022    | Britt Ruysschaert & Isabel Van den Broeck |                                           |                                          |
| 2023    | Britt Ruysschaert & Els Vandesteene       |                                           |                                          |

### Herrar[1]
| År      | Podium                                 | Podium                                   | Podium                                  |
| Segrare | Tvåa                                   | Trea                                     |                                         |
| ------- | -------------------------------------- | ---------------------------------------- | --------------------------------------- |
| 1993    | Van de Vie & Dees (NL)                 | Jacky Kempenaers & Paul Vanderhallen     | Gras & Van Willigen (NL)                |
| 1994    | Ben Croes & Jacky Kempenaers           | Frederik Delanghe & Pascal Delfosse      | Bram Constandt & Martin Van Der Sichel  |
| 1995    | Pascal Delfosse & Bart Van Hoyweghen   | Dirk De Boiserie & Kristof Waelkens      | Jacky Kempenaers & Koen Baeyens         |
| 1996    | Dirk De Boiserie & Kristof Waelkens    | Paul Vanderhallen & Geert Vanderstraeten | Pascal Delfosse & Bart Van Hoyweghen    |
| 1997    | Kristof Waelkens & Ward Ceyfs          | Kurt Verleene & Peter Ix                 |                                         |
| 1998    | Pascal Delfosse & Jacky Kempenaers     | Koene Embrechts & Laurent Van Elslande   | Geert Vanderstraeten & Kristof Waelkens |
| 1999    | Jacky Kempenaers & Frederik Delanghe   | Koen Baeyens & Filip Van Huffel          | Koen Embrechts & Dieter Melis           |
| 2000    | Koen Embrechts & Dieter Melis          | Jacky Kempenaers & Tim Joosen            | Pascal Delfosse & Frederik Delanghe     |
| 2001    | Jacky Kempenaers & Tim Joosen          | Kristof Deleu & Bram Cafmeyer            | Ward Ceyfs & Tim Van Mierlo             |
| 2002    | Ron Andelhof & Ward Coucke             | Jacky Kempenaers & Tim Joosen            | Kristof Hoho & Christophe Achten        |
| 2003    | Ron Andelhof & Ward Coucke             | Jacky Kempenaers & Wout Wijsmans         | Tim Van Mierlo & Steve Roelandt         |
| 2004    | Tim Joosen & Dieter Melis              | Ron Andelhof & Ward Coucke               | Steven Steppe & Tim Verschueren         |
| 2005    | Tim Joosen & Dieter Melis              | Steven Steppe & Tim Verschueren          | Tim Van Mierlo & Steve Roelandt         |
| 2006    | Kristof Hoho & Ward Coucke             | Tim Joosen & Dieter Melis                | Steven Steppe & Tim Verschueren         |
| 2007    | Ward Coucke & Audry Frankart           | Roel Derom & Stijn De Bie                | Tim Joosen & Steve Roelandt             |
| 2008    | Kristof Hoho & Steve Roelandt          | Tim Joosen & Dieter Melis                | Ward Coucke & Audry Frankart            |
| 2009    | Dries Koekelkoren & Tom Van Walle      | Tim Joosen & Dieter Melis                | Tim Verschueren & Steve Roelandt        |
| 2010    | Ward Coucke & Audry Frankart           | Dries Koekelkoren & Tom van Walle        | Tim Verschueren & Jeroen De Beleyr      |
| 2011    | Ward Coucke & Tom van Walle            | Audry Frankart & Tim Verschueren         | Dries Koekelkoren & Dieter Melis        |
| 2012    | Ward Coucke & Tom van Walle            | Maarten Deroey & Dennis Deroey           | Tim Van de Wielle & Seppe Baetens       |
| 2013    | Ward Coucke & Tom van Walle            | Dries Koekeloren & Aljosa Urnaut         | Lander Vandecaveye & Louis Vandecaveye  |
| 2014    | Dries Koekelkoren & Tom van Walle      | Dennis Deroey & Aljosa Urnaut            | Bob Douwen & Robin Adriaensen           |
| 2015    | Dries Koekelkoren & Tom Van Walle      | Seppe Baetens & Dennis Deroey            | Louis Vandecaveye & Tim Verschueren     |
| 2016    | Dries Koekelkoren & Tom Van Walle      | Yentl Van der Aa & Thomas van Reeth      | Mathias Blondeel & Jeroen Oprins        |
| 2017    | Dries Koekelkoren & Tom Van Walle      | Lander Vandecaveye & Louis Vandecaveye   | Bob Douwen & Joppe Paulides             |
| 2018    | Martijn Colson & Dennis Deroey         | Jens Christiaens & Lienert Cosemans      | Bob Douwen & Aljosa Urnaut              |
| 2019    | Lander Vandecaveye & Louis Vandecaveye | Anshel Ver Eecke & Tim Lemmens           | Yentl Van der Aa & Thomas van Reeth     |
| 2020    | Inställt p.g.a. Covid-19-pandemin      | Inställt p.g.a. Covid-19-pandemin        | Inställt p.g.a. Covid-19-pandemin       |
| 2021    | Dries Koekelkoren & Tom Van Walle      | Bob Douwen & Joppe Paulides              | Gilles Vandecaveye & Louis Vandecaveye  |
| 2022    | Gilles Vandecaveye & Louis Vandecaveye | Dennis Deroey & Marijn Colson            | Bob Douwen & Joppe Paulides             |
| 2023    | Martijn Colson & Dennis Deroey         |                                          |                                         |